# 赵锽
趙鍠（1268年12月16日—1270年代），宋朝宗室。
宋朝第十五代（南宋第六任）皇帝宋度宗赵禥的第四子，生母杨淑妃，咸淳四年（1268年）十一月十一戊午出生。趙锽在度宗之前去世，追封岐王，谥号冲靖。宋度宗有七子，度宗之后，南宋灭亡前夕，赵锽的六弟赵㬎（宋恭帝）、同母五弟赵昰（宋端宗）、七弟赵昺先后登上皇位。